# Pablo Durán Fernández
Pablo Durán Fernández (nascut el 25 de maig de 2001) és un futbolista professional gallec que juga al RC Celta de Vigo. Principalment davanter, també pot jugar d'extrem.

## Carrera de club
Nascut a Tomiño, Pontevedra, Galícia, Durán és un producte juvenil del seu club natal, l'AD Tomiño. L'any 2020, després d'acabar la seva formació, es va oferir a quatre clubs de la Preferent de Galícia, que el van rebutjar, abans d'incorporar-se al Porriño Industrial FC inicialment en període de prova; posteriorment va fitxar pel club i va marcar nou gols en deu aparicions durant la temporada 2020-21.
El 5 de juliol de 2021, Durán va passar directament a Segona Divisió RFEF després de signar un contracte de dos anys amb la SD Compostela. Va ser utilitzat habitualment al Compos durant la campanya, va marcar vuit gols en 32 partits i va ser nomenat el seu jugador de la temporada.
El 8 d'agost de 2022, Compostela va anunciar el traspàs de Durán al RC Celta de Vigo de la Lliga ; va signar un contracte de cinc anys amb el club l'endemà, i inicialment va ser destinat el filial a Primera Federació. Va debutar amb el primer equip i la Lliga el 29 d'octubre, substituint a Javi Galán en una derrota per 3-1 a casa davant la UD Almeria.